# Orthocis insularis
Orthocis insularis is een keversoort uit de familie houtzwamkevers (Ciidae). De wetenschappelijke naam van de soort werd in 1876 als Cis insularis gepubliceerd door Charles Owen Waterhouse.